# In the Dutch Mountains
Albums de The Nits
Henk
(1986) Hat
(1988)
In the Dutch Mountains est un album de The Nits paru le 31 octobre 1987 chez Columbia Records.

## L'album
Après la parution de Henk (1986), un album méticuleusement produit mais qui semblait un peu dénué de vie, le groupe décida de retourner aux racines et d'enregistrer l'album suivant sur deux pistes dans les conditions du direct. Ils enregistrèrent ce nouvel album dans leur propre salle de répétition, le Werf Studio, qui, d'après eux, reproduit l'atmosphère spéciale d'un concert des Nits . 
Les paroles d'Henk Hofstede plongent dans les souvenirs des Pays-Bas des années 1950 et 1960 de sa jeunesse. La pochette, composée de timbres de bienfaisance, reflète cette ambiance. Bien que les enfants représentés ressemblent énormément aux membres du groupe, il s'agit de véritables timbres de 1951. 
In the Dutch Mountains a été, à sa sortie, le plus grand succès jusqu'alors de The Nits au Royaume-Uni et aux États-Unis. Le single éponyme, sorti le 24 octobre 1987, connut un succès en Europe et fut classé 14e au top 40 néerlandais. J.O.S. Days, sorti le 6 février 1988, atteignit la 23e place. The Panorama Man sortit également en single.

## Liste des chansons
Tous les titres sont de Henk Hofstede, Robert Jan Stips et Rob Kloet.

### Album vinyle

#### Face A
1. In the Dutch Mountains – 3:26
2. J.O.S. Days – 3:13
3. Two Skaters – 6:51
4. Pelican and Penguin – 3:57
5. In a Play (Das Mädchen im Pelz) – 3:35
6. Oom-Pah-Pah – 1:21

#### Face B
1. The Panorama Man – 3:29
2. Mountain Jan – 4:41
3. One Eye Open – 3:16
4. An Eating House – 5:53
5. The Swimmer – 3:50
6. Good Night – 2:42

### Album CD
1. In the Dutch Mountains – 3:26
2. J.O.S. Days – 3:13
3. Two Skaters – 6:51
4. Pelican and Penguin – 3:57
5. In a Play (Das Mädchen im Pelz) – 3:35
6. Oom-Pah-Pah – 1:21
7. The Panorama Man – 3:29
8. Mountain Jan – 4:41
9. One Eye Open – 3:16
10. An Eating House – 5:53
11. The Swimmer – 3:50
12. Good Night – 2:42
13. Strangers of the Night – 4:27
14. The Magic of Lassie – 1:37
15. Moon and Stars – 4:31

## Crédits

### Le groupe
- Henk Hofstede – chant, guitare
- Robert Jan Stips – claviers, backing vocals
- Joke Geraets – contrebasse
- Rob Kloet – batterie

### Autres musiciens
- Jaap van Beusekom – steel guitar
- Jolanda de Wit – backing vocals
- Saskia van Essen – backing vocals
- Lieve Geuens – backing vocals

### Techniciens
- The Nits – producteurs
- Paul Telman – ingénieur du son

## Compilations
Le titre J.O.S Days figure sur la compilation "Un printemps 89" du magazine "Les Inrockuptibles."